# Ramón López Redondo

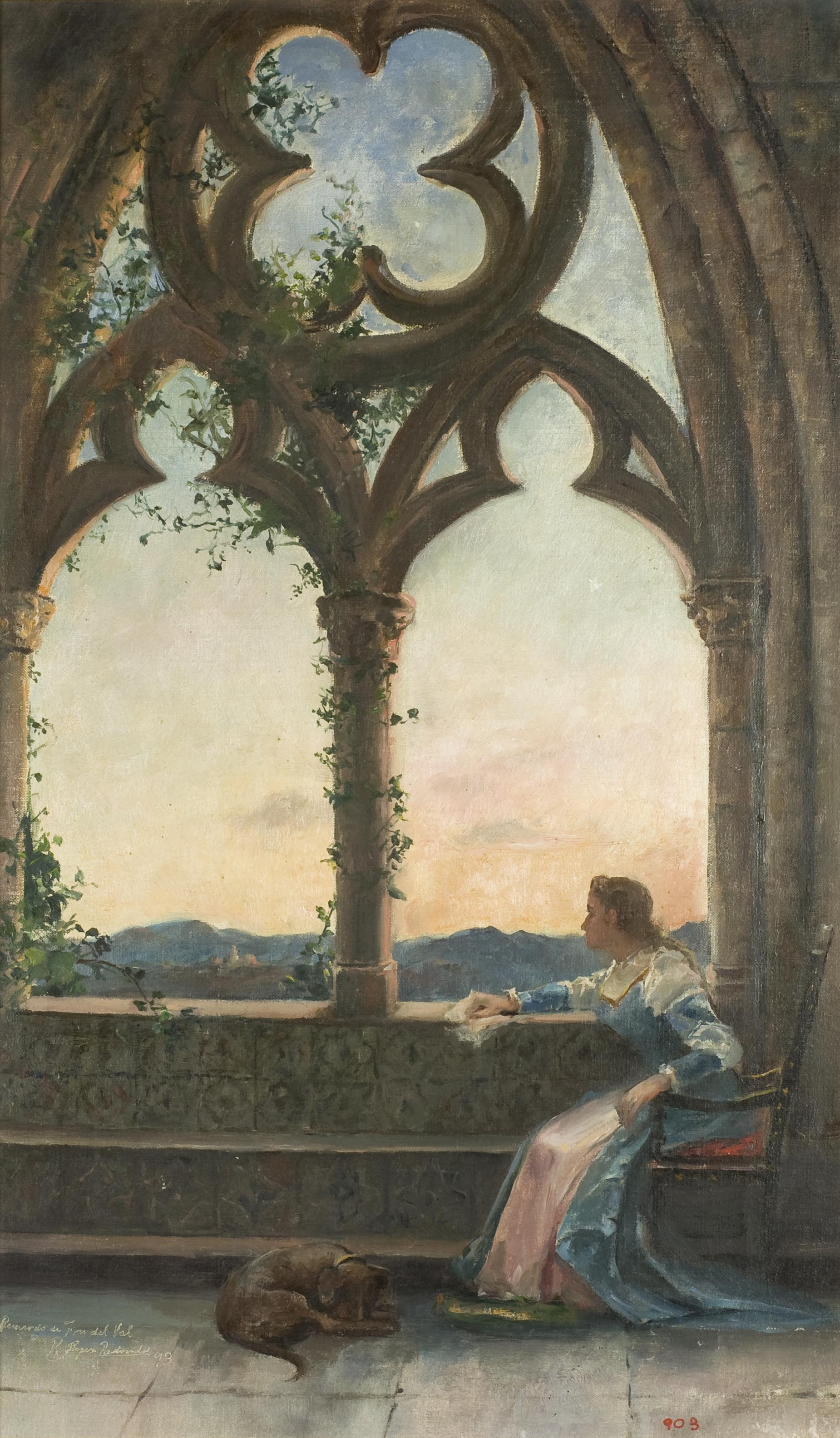
Pintura del que segueix el corrent natzarè de retorn a allò medieval. Obra pertanyent a la Biblioteca Museu Víctor Balaguer.

Ramon Lopez Redondo fou un pintor decorador de finals del segle xix. Germà de Carlos López Redondo. Va exercir com a professor en l'Escola d'Arts i Oficis de Vilanova i la Geltrú i concorregué a l'exposició d'Arts Decoratives de Barcelona el 1896 (Es troba citat per primer cop a López Redondo, professor de l'escola d'arts oficis de Vilanova i la Geltrú a la Carta XI.1891 (Oliva/1224, etc.)
A la Biblioteca Museu Víctor Balaguer es troben diferents obres de l'artista.